# 斯坦利·加顿
斯坦利·加顿（英語：Stanley Garton，1889年3月31日—1948年10月20日），英国男子赛艇运动员。他曾代表英国参加1912年夏季奥林匹克运动会赛艇比赛，获得男子八人单桨有舵手金牌。